# Ökosoziales Paradigma
Das ökosoziale Paradigma ist ein von Wolf Rainer Wendt entwickelter Theorieansatz in der Wissenschaft der sozialen Arbeit.

## Historischer Hintergrund
Die ökosoziale Theorie sozialer Arbeit leitet sich von Ökologie als Lehre vom Haushalt der Natur (nach E. Haeckel) und von der aristotelischen Ökonomik ab, die das Hauswesen als internen (privaten) Raum der Sicherung von Existenz und auch des (öffentlichen) politischen Daseins von Menschen darstellt. Soziale Arbeit widmet sich diesem Verständnis nach den für den Zusammenhalt und das Wohl des Gemeinwesens kritischen Notlagen und Problemen von Personen(gruppen), die sie allein nicht bewältigen können.
Wendt hat den ökosozialen Ansatz mit der Sozialwirtschaftslehre verknüpft. Er folgt damit einer Traditionslinie aus der Anfangszeit der beruflichen sozialen Arbeit. Deren Aufgabenstellung begründete bereits Edward T. Devine sozialökonomisch und ökologisch:

“Social economics may be described as community housekeeping. Social work, to follow the analogy, is its salvage and repair service.”

Der ökologische Ansatz ist in den USA später von Carel B. Germain und Alex Gitterman in ihrem Life-Modell der Sozialarbeitspraxis modifiziert worden.

## Theoretischer Ansatz
Zentrale Kategorie im ökosozialen Paradigma ist der „Haushalt“ als Gestalt des Zusammenlebens von Menschen und der Sorge „(care)“ für Wohlfahrt in diesem Zusammenleben. Die Theorie führt das Erfordernis sozialer Hilfe und Unterstützung auf die Abhängigkeit zurück, in der die Menschen in einem Haushalt (von griech. „oikos“, Haus) aufeinander angewiesen sind. Sie organisieren ihre Versorgung mit eigenen Kräften und verfügbaren Mitteln. Haushalten ist in diesem Theorieansatz gleichbedeutend mit Wirtschaften in dem alten Sinn einer Bedarfsdeckung von Hausgenossen. In der modernen Gesellschaft wird die Versorgung „(care)“ zu einer sozialen Aufgabe und Arbeit, die in besonderen Einrichtungen und Diensten geleistet wird. Für die nötigen Mittel kommt in den größeren Haushalten der Kommune und des Staates die Solidargemeinschaft auf.

### Schlüsselkonzepte
Zum ökosozialen Paradigma gehört nach Wendt eine Reihe von Grundannahmen bzw. Schlüsselkonzepten, darunter:
- humane Lebensgestaltung als Aufgabe,
- Ressourcenorientierung,
- Angehörigkeit im Gemeinwesen,
- Sorgen in Solidarität,
- Haushalten als soziales Wirtschaften,
- Verpflichtung zur Daseinsvorsorge,
- Verwirklichungschancen bieten,
- soziales Netzwerken.

Für die Handelnden hat Wendt in der ökosozialen Argumentation die Figur des „Wirtes“ eingeführt, dessen Aufgabe es ist, sozial für „wirtliche“ Verhältnisse zu sorgen. Im Topos des Wirtlichen kreuzen sich das sozial Annehmliche mit dem wirtschaftlich Auskömmlichen und dem ökologisch Nachhaltigen. Wirtliche Lebensverhältnisse (Wendt 2023) herzustellen und zu erhalten, ist eine Gemeinschaftsaufgabe, an der vor Ort, kommunal, gesellschaftlich, von Staats wegen und über alle Grenzen hinweg zu arbeiten ist. Die ökologische These lautet: „Es gibt in der umgebenden Welt von Natur gegebene und vom Menschen gestaltete Lebensverhältnisse, die auf ihre Gunst und Güte, ihre Wirtlichkeit hin betrachtet und in der gesellschaftlichen Praxis bearbeitet, gewahrt oder gebessert werden können.“